# Haplophragma
Haplophragma é um género botânico pertencente à família Bignoniaceae. Quatro espécie de árvores pertencem a esse gênero

## Espécies
- Haplophragma adenophyllum
- Haplophragma macrolobum
- Haplophragma serratum
- Haplophragma sulfureum